# جکسنویل (آلاباما)
جکسنویل (به انگلیسی: Jacksonville) شهری در شهرستان کلهون ایالت آلاباما است که مساحت آن ۲۵٫۵۲ کیلومتر مربع است و در سرشماری سال ۲۰۱۰ میلادی، ۱۲٬۵۴۸ نفر جمعیت داشته و تراکم جمعیتی آن، ۴۹۱٫۶۹ نفر در هر کیلومتر مربع بوده است.